# Carlos Wyld Ospina
Carlos Wyld Ospina (* 19. Juni 1891 in Antigua Guatemala; † 19. Juni 1956 in Quetzaltenango) war ein guatemaltekischer Novellist, Essayist und Dichter.

## Biografie
Wyld Ospinas Großvater väterlicherseits stammte aus England. Sein Vater Guillermo Wyld Quiñones selbst war Guatemalteke und heiratete Soledad Ospina Chaparro, eine Nichte des kolumbianischen Präsidenten Mariano Ospina Rodríguez.
Ospina verbrachte längere Zeit in Mexiko und in Guatemala-Stadt, die meiste Zeit seines Lebens aber in Quetzaltenango. Er übte die verschiedensten Berufe aus; u. a. war er auch für einige Zeit Dozent für spanische und iberoamerikanische Literatur. Die Revolution in Mexiko erlebte er als Kriegsberichterstatter. Außerdem kämpfte er im Widerstand gegen den Diktator Manuel José Estrada Cabrera.
Zusammen mit Porfirio Barba Jacob gründete er in Mexiko die Zeitung „Churubusco“ und leitete in Guatemala die Zeitschrift „El Zaraguate“. Er war Mitglied der literarischen Gruppe Los Líricos, der auch Alberto Velásquez Günther, Carlos Mérida und Rafael Yela Günther angehörten, sowie Mitglied der Academia Guatemalteca de la Lengua und der Sociedad de Geografía e Historia.
Er war verheiratet mit der Schriftstellerin Amalia Chévez.

## Rezeption
Wyld Ospinas erster Roman „El solar de los Gonzagas“ entstand zwischen 1917 und 1919. Darin thematisierte er den Niedergang einer beinahe absolutistischer Gesellschaft durch den Verlust ihrer Vormachtstellung und dem Erstarken eines neuen wohlhabenden Großbürgertums. Dargestellt an einem verarmten Adeligen der sich trotz Standesdünkel überwinden muss, weit unter seinem gesellschaftlichen Niveau (das bereits nicht mehr existiert) zu heiraten, um seine Familie zu erhalten.
Einen bis heute wichtigen Roman der guatemaltekischen, aber auch ganz mittelamerikanischen, Literatur schuf Wyld Ospina mit „La gringa“. Sein weiblicher Protagonist Magda gilt gleichbedeutend mit Rómulo Gallegos’ „Doña Barbara“. Er legte dabei aber weniger Wert auf die äußere Symbolkraft denn mehr Steigerung eines Entwicklungsromans. Im inneren Monolog der unbezähmbaren Weiblichkeit (Magda) und deren Antagonisten (Fernando) deutet er aber auch Themen an, mit denen sich erst spätere Autoren beschäftigt haben; Ausbeutung der Ureinwohner, wirtschaftliche Ausbeutung des Landes durch ausländische Firmen, autokratische Regierungszeit Manuel José Estrada Cabreras u. a.

## Werke (Auswahl)
Erzählungen
- La tierra de las Nahujacas. Guatemala 1933.
- Los lares apagados. Neuaufl. Artemis-Dinter, Guatemala 1994, ISBN 84-89452-40-7 (Ayer y hoy; 3).

Essays
- El autócrata. Ensayo politico-social. Editorial Pineda Ibarra, Guatemala 1967.
- Bocetos articulos. 1960.

Lyrik
- Las dávivas simples. Neuaufl. Editoria Cultura, Guatemala 2003.

Romane
- Pranke und Schwinge. Ein kreolischer Roman („La gringa“). Verlag Payne, Leipzig 1940.
- El sotar de los Gonzagas. Guatemala 1924.

Herausgeberschaften
- Edelberto Torres-Rivas: Obras.
- Alberto Velázquez: Obras.